# ARMC1
ARMC1 (англ. Armadillo repeat containing 1) – білок, який кодується однойменним геном, розташованим у людей на 8-й хромосомі. Довжина поліпептидного ланцюга білка становить 282 амінокислот, а молекулярна маса — 31 281.
| 10         |  | 20         |  | 30         |  | 40         |  | 50         |
| ---------- |  | ---------- |  | ---------- |  | ---------- |  | ---------- |
| MNSSTSTMSE |  | EPDALSVVNQ |  | LRDLAADPLN |  | RRAIVQDQGC |  | LPGLILFMDH |
| PNPPVVHSAL |  | LALRYLAECR |  | ANREKMKGEL |  | GMMLSLQNVI |  | QKTTTPGETK |
| LLASEIYDIL |  | QSSNMADGDS |  | FNEMNSRRRK |  | AQFFLGTTNK |  | RAKTVVLHID |
| GLDDTSRRNL |  | CEEALLKIKG |  | VISFTFQMAV |  | QRCVVRIRSD |  | LKAEALASAI |
| ASTKVMKAQQ |  | VVKSESGEEM |  | LVPFQDTPVE |  | VEQNTELPDY |  | LPEDESPTKE |
| QDKAVSRVGS |  | HPEGGASWLS |  | TAANFLSRSF |  | YW         |  |            |

A: Аланін

C: Цистеїн

D: Аспарагінова кислота

E: Глутамінова кислота

F: Фенілаланін

G: Гліцин

H: Гістидин

I: Ізолейцин

K: Лізин

L: Лейцин

M: Метіонін

N: Аспарагін

P: Пролін

Q: Глутамін

R: Аргінін

S: Серин

T: Треонін

V: Валін

W: Триптофан

Кодований геном білок за функцією належить до фосфопротеїнів. 
Задіяний у таких біологічних процесах, як ацетилювання, альтернативний сплайсинг. 